# ذئبة حمامية جهازية عصبية نفسية
تشير الذئبة الحمامية الجهازية العصبية النفسية إلى التظاهرات العصبية والنفسية للذئبة الحمامية الشاملة. تمثل الذئبة الحمامية الجهازية أو الشاملة مرضًا منطويًا على مهاجمة جهاز المناعة لخلايا الجسم وأنسجته. تمتد تأثيرات هذا المرض لتصل إلى مختلف الأعضاء أو الأجهزة في الجسم. تشير التقديرات إلى معاناة ما يزيد عن نصف المصابين من الأعراض العصبية النفسية.

## التصنيف
حددت الكلية الأمريكية لأمراض الروماتيزم (إيه سي آر) 19 متلازمة مختلفة من الممكن رصدها في الذئبة الحمامية الجهازية العصبية النفسية. تشمل هذه المتلازمات اضطرابات في الجهاز العصبي المركزي والجهاز العصبي المحيطي:
| الجهاز العصبي المركزي: - التهاب السحايا العقيم - الأمراض الدماغية الوعائية - الداء المزيل للميالين - الصداع - اضطراب الحركة - الاعتلال النخاعي - اضطرابات النوبات الصرعية - الهذيان - اضطراب القلق - الخلل الوظيفي المعرفي - اضطرابات المزاج - الذهان | الجهاز العصبي المحيطي: - اعتلال الجذور والأعصاب المزيل للميالين الالتهابي الحاد - الاضطرابات العصبية الذاتية - الاعتلال وحيد العصب - الوهن العضلي الوبيل - الاعتلال العصبي القحفي - اعتلال الضفيرة - الاعتلال العصبي المتعدد |

تمثل كل متلازمة من هذه المتلازمات السابقة تشخيصات قائمة بحد ذاتها، ومن الممكن تطورها مع الذئبة أو بدونها.
تنطوي غالبية الحالات على الجهاز العصبي المركزي (سي إن إس)، الذي يتكون من الدماغ والنخاع الشوكي. تشمل أعراض الجهاز العصبي المركزي الأكثر شيوعًا الصداع واضطرابات المزاج.
على الرغم من الإشارة إلى الذئبة العصبية النفسية في بعض الأحيان باسم «ذئبة الجهاز العصبي المركزي»، إلا أنها قادرة أيضًا على إصابة الجهاز العصبي المحيطي (بّي إن إس). تظهر أعراض الجهاز العصبي المحيطي لدى 10-15% من الأفراد المصابين بالذئبة الحمامية الجهازية العصبية النفسية. يمثل الاعتلال وحيد العصب واعتلال العصب المتعدد أكثر متلازمات الجهاز العصبي المحيطي شيوعًا.

## آلية المرض
توجد مجموعة متعددة من الآليات المحتملة الكامنة خلف التظاهرات الجهازية العصبية للذئبة. تتميز بعض المتلازمات المعينة بطبيعتها الالتهابية الوعائية، أو المتوسطة بالأجسام المضادة الذاتية أو الالتهابية.
تشير بعض الأدلة إلى تعرض الحاجز الدموي الدماغي، المسؤول عن حماية الجهاز العصبي المركزي، للتقويض لدى المرضى المصابين بالذئبة الحمامية الجهازية العصبية النفسية. نتيجة لذلك، تتمكن الأجسام المضادة الذاتية من التسلل إلى داخل الجهاز العصبي المركزي وإحداث التلف.

## التشخيص
من أجل تشخيص الذئبة الحمامية الجهازية العصبية النفسية، يجب التأكد من تطور الأعراض العصبية النفسية بشكل فعلي كنتيجة للذئبة الحمامية الجهازية، أو تطورها نتيجة حالة مرضية منفصلة أو تطورها كإحدى التأثيرات الجانبية لعلاج مرض ما. بالإضافة إلى ذلك، قد يسبق بدء ظهور الأعراض العصبية النفسية تشخيص المريض بالذئبة. نظرًا إلى الافتقار إلى المعايير التشخيصية الموحدة، يوجد تباين كبير في الإحصائيات المتعلقة بالذئبة الحمامية الجهازية العصبية النفسية.
تشمل الفحوصات المساعدة في التشخيص كلًا من التصوير بالرنين المغناطيسي، والدراسات الفيزيولوجية الكهربائية، والتقييم النفسي واختبارات الأجسام المضادة الذاتية.

## العلاج
يتشابه تدبير الذئبة الحمامية الجهازية العصبية النفسية مع تدبير المرض العصبي النفسي لدى المرضى غير المصابين بالذئبة. يستند العلاج إلى العوامل المسببة الكامنة خلف المرض، وقد يشمل كلًا من الكابحات المناعية، ومضادات التخثر والعلاج العرضي.